# Wasted on You
«Wasted on You» es una canción de la banda estadounidense Evanescence. Se lanzó como descarga digital el 24 de abril de 2020 por BMG como el sencillo principal del quinto álbum de estudio de la banda, The Bitter Truth. La canción fue escrita por la banda bajo la producción de Nick Raskulinecz.

## Video musical
Un video musical oficial para acompañar el lanzamiento se lanzó por primera vez en YouTube el 24 de abril de 2020. El video fue filmado por cada miembro de la banda en sus teléfonos mientras estaban aislados. Fue dirigido por PR Brown en colaboración con el banda a través de facetime. El video musical recibió una nominación a los MTV Video Music Awards, marcando su primera nominación desde 2004.

## Posicionamiento en listas
| Listas (2020)                                        | Mejor posición |
| ---------------------------------------------------- | -------------- |
| Canadá (Canadian Digital Song Sales)                 | 29             |
| Escocia (Official Charts Company)                    | 49             |
| Estados Unidos (Digital Song Sales)                  | 26             |
| Estados Unidos (Hot Rock & Alternative Songs)        | 16             |
| Hungría (Single Top 40)                              | 16             |
| Reino Unido Download (Official Charts Company)       | 41             |
| Reino Unido Rock and Metal (Official Charts Company) | 35             |

## Historial de lanzamiento
| País           | Fecha               | Formato          | Discográfica | Ref    |
| -------------- | ------------------- | ---------------- | ------------ | ------ |
| Estados Unidos | 24 de abril de 2020 | Descarga digital | BMG          | [ 13 ] |